# バイバイゲーム
『バイバイゲーム』は中部日本放送・CBCラジオの開局当初、1951年10月9日から1958年3月25日にかけての延べ341回にわたり、東海地方向けに放送されたクイズ番組である。
放送時間は毎週火曜日20:00〜20:30。

## 概要
同番組はライオン歯磨が単独協賛したもので、司会はCBC第1期アナウンサーの玉井亮三。当番組のキャッチコピーは『当たればバイバイ増えていき、はずれりゃバイバイさようなら』。
回答者はクイズに挑戦し最初に正解すれば250円、以後500円、1000円、2000円というように、正解するごとに持ち賞金が倍になるというもので、5問全問正解なら4000円、途中でやめてもその時点までの賞金が贈られた。しかし、1問でも不正解になってしまうと賞金は0（残念賞だけが贈られた）という厳しいルールが設けられていた。同番組は名古屋のスタジオでの公開生放送が基本だったが、随時東海3県でも公開生放送（または収録）が行われて毎回満員の客を集め、特に1951年、大垣市体育館で行われた公開収録では体育館の中に2万人、さらに1万人が会場に入場できず、館外にあふれ出るという大盛況であったという記録がある。
本番組の内容・構成・コンセプトは、1976年10月から1984年4月まで同じCBCラジオで放送されていたクイズ番組『バイバイクイズ7・20』に受け継がれている。